# ポンティアック M39
ポンティアック M39（英語: Pontiac M39）は、アメリカ合衆国のフォード・モーター社が開発した20mm口径のリヴォルヴァーカノン。

## 概要
第二次世界大戦末、ドイツのマウザー社はMG 213Cと呼ばれる機関砲を開発した。これは、まったく新しい作動機構を採用したリヴォルヴァーカノンと呼ばれる機関砲の元祖であった。このMG 213Cをもとに、アメリカのスプリングフィールド造兵廠が開発したのがT-160機関砲であり、これにアメリカ空軍が与えた制式名がM39であった。T-160（M39）は、5つの薬室を有している。
T-160は、少数のF-86 セイバーに搭載されて朝鮮戦争に投入され、1953年より実戦環境での運用試験を受けた。M39として制式化されたのち、これは、F-86H ホッグセイバーの標準兵装として採用されたほか、F-100 スーパーセイバー、F-101 ブードゥー、そして、F-5A/B フリーダム・ファイターに搭載され、35,500門以上が生産された。
米空軍においては、1958年に就役したF-104 スターファイターより、新開発のガトリング砲であるM61 バルカンが採用されるようになり、M39は搭載機が退役するのに伴って姿を消していった。ただし、M61よりも稼働部分が少なく整備が容易であるなどの特長から、F-5A/Bの改良型であるF-5E/F タイガーIIでは改良型のM39A2が採用されており、これらに搭載されたものについては、現在でもアメリカ国外で多数が運用されている。
台湾では、M39をT75としてライセンス生産し、自国のF-5戦闘機に搭載するだけでなく、地上部隊用の低高度防空兵器や、軽車両または三脚に搭載しての地対地射撃に供しているほか、APDS弾を使用した場合、200mの距離でRHA換算で45mmの装甲を貫通する威力を有している。TIFVの主兵装として搭載する予定だったが、各国の歩兵戦闘車に搭載されている30-40mmクラスの機関砲と比べて威力不足であり、排莢不良が起こった際に手動でないと強制排莢が出来ないなどの問題があったため2017年から2021年にかけてMk 44 ブッシュマスター II　30mm機関砲を導入することになった。
改良型として、発射速度を2,500発毎分に引き上げたフォード タイガークロー（Ford Tiger Craw）が試作されたことがあるが、こちらは制式採用には至らなかった（F-20 タイガーシャークに搭載予定であった）。

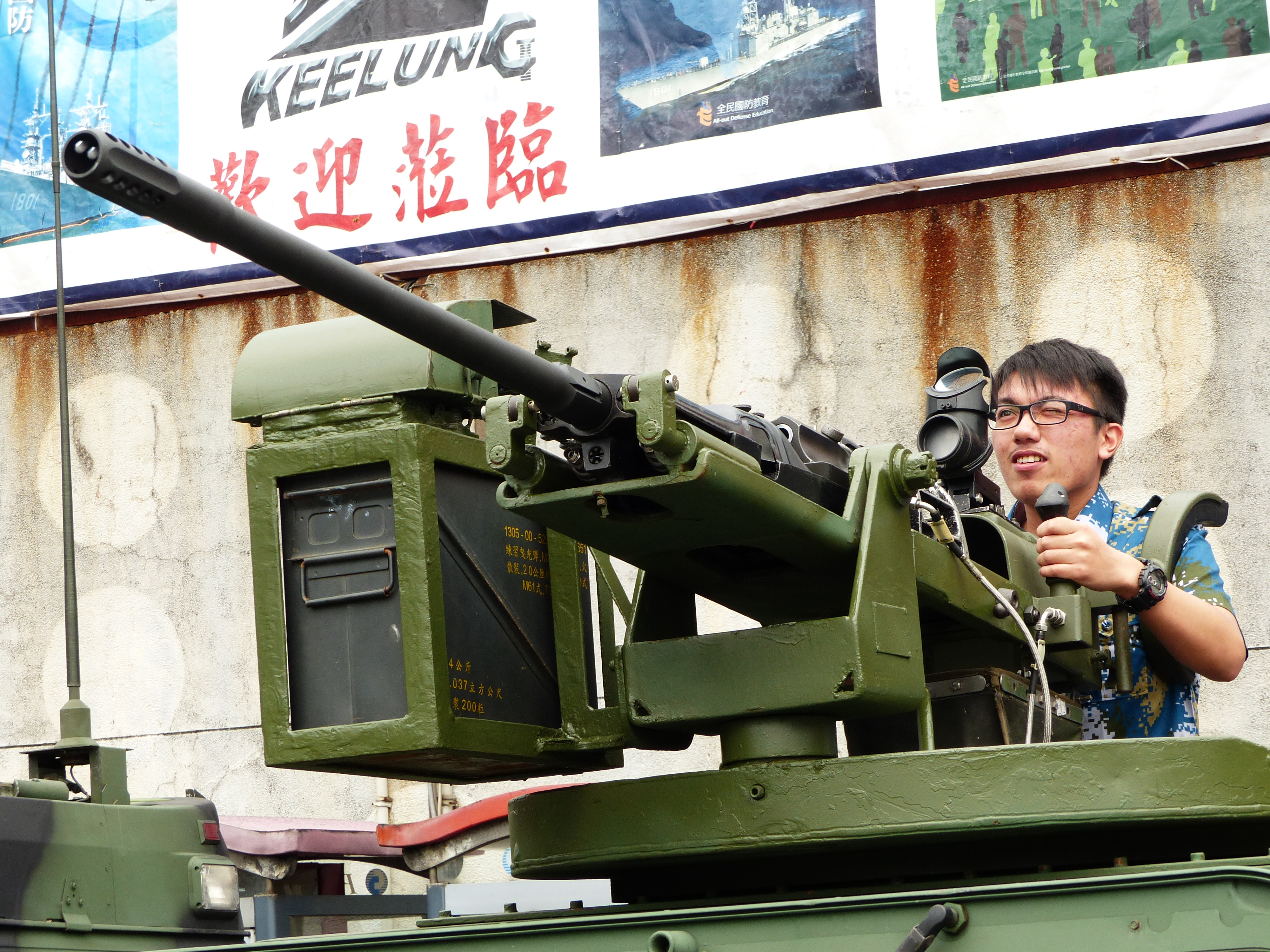
中華民国海軍陸戦隊のハンヴィーに搭載されているT-75M機関砲を操作する来訪客
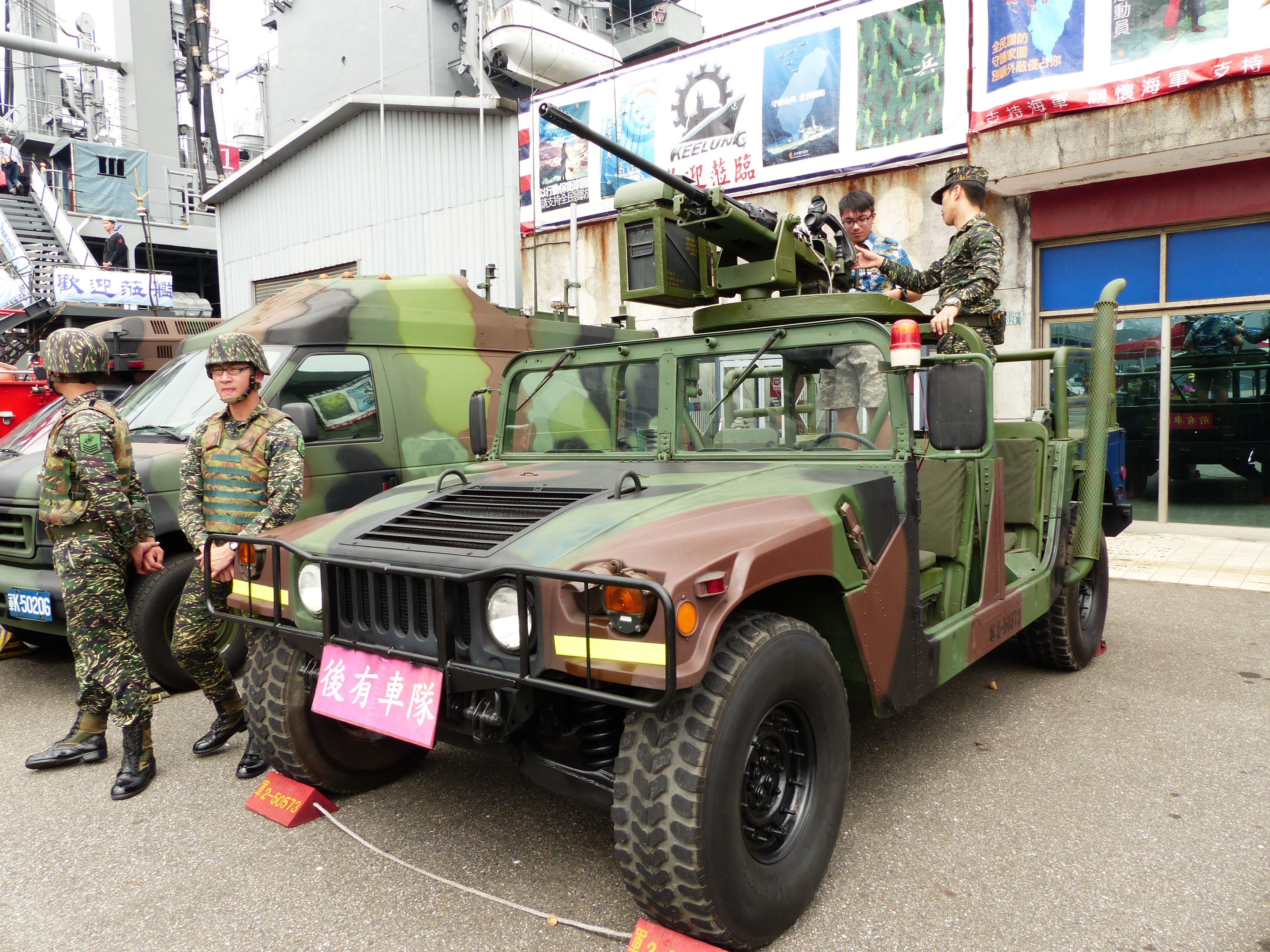
中華民国海軍陸戦隊のハンヴィーに搭載されているT-75M機関砲を操作する来訪客
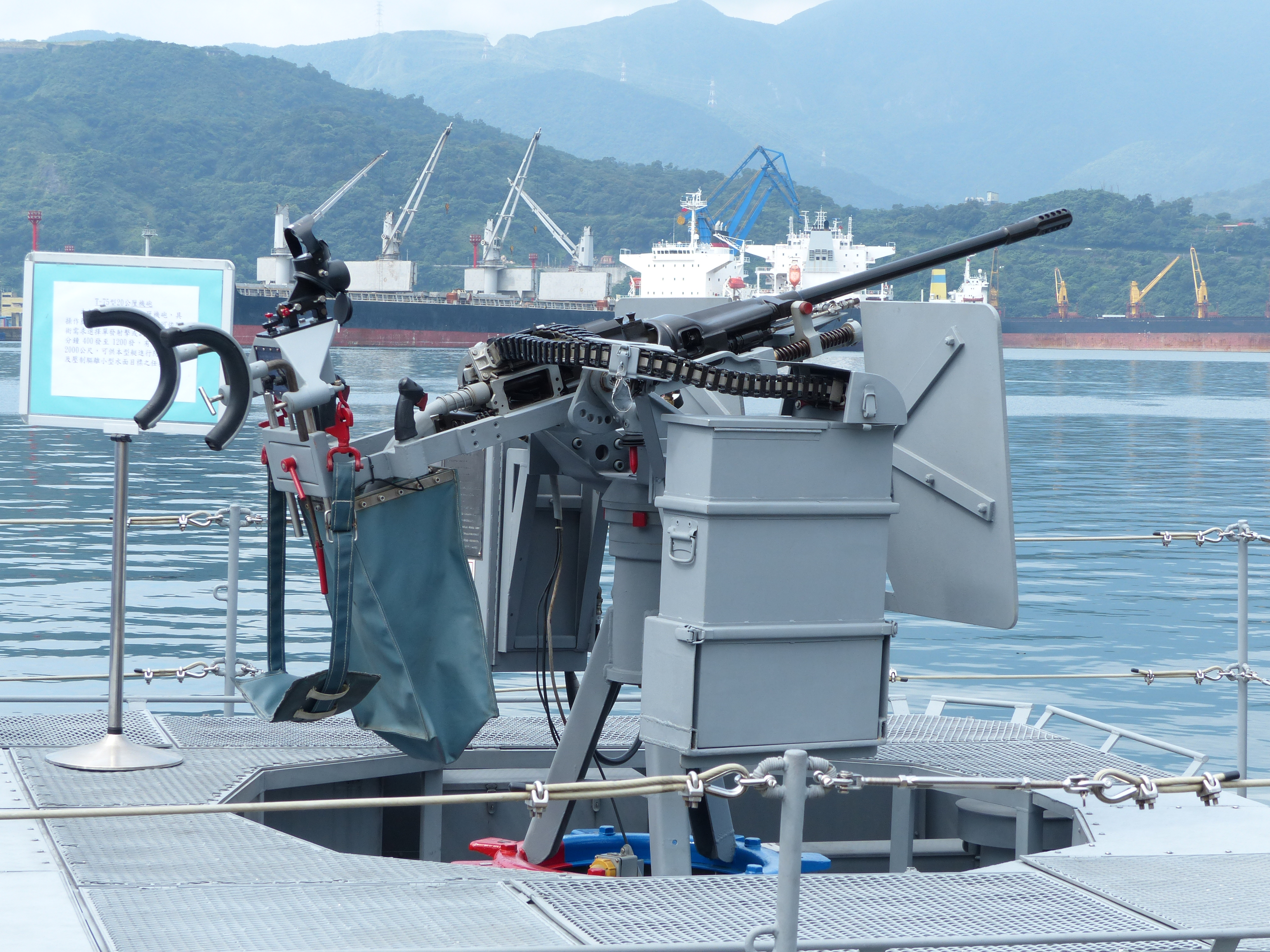
艦載用のT-75S単装マウント
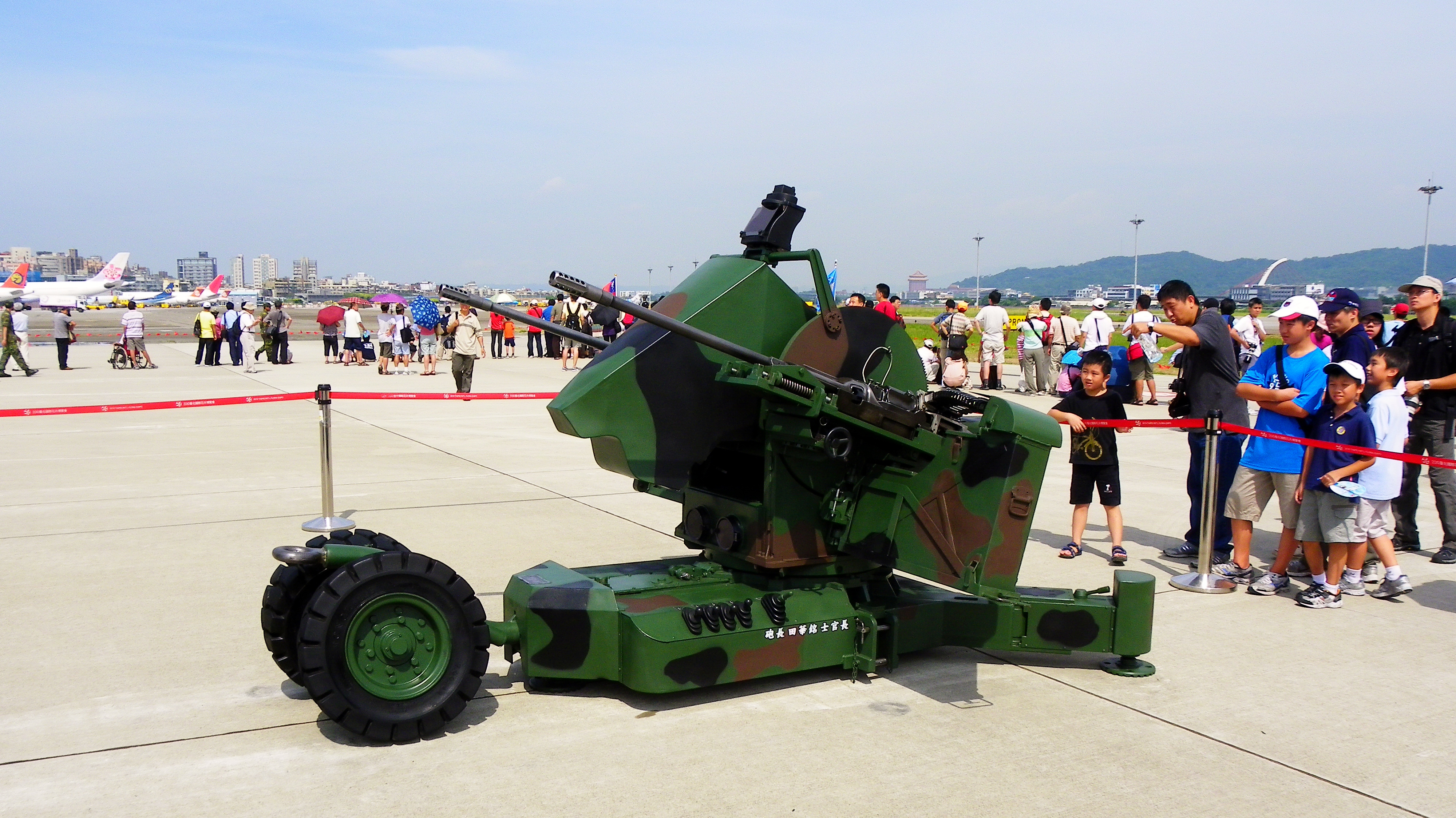
地上用のT-82T牽引式連装対空砲
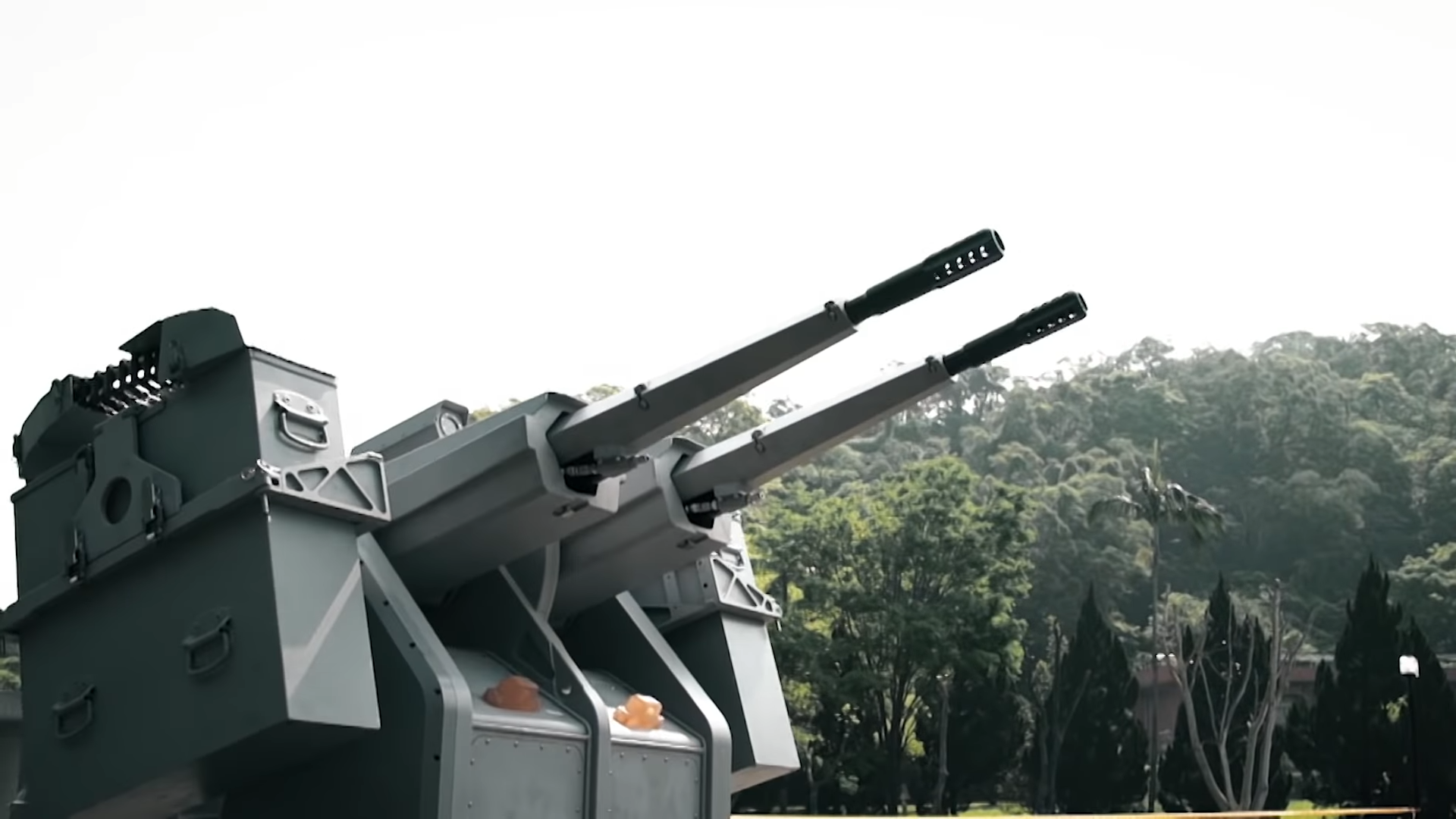
T-75を搭載されているXTR-102連装RWS